# Primera B de Chile 2008
El Campeonato Nacional de Primera B de Chile 2008 fue la 58° edición de la segunda categoría del fútbol profesional de Chile, correspondiente a la temporada 2008.
Su organización estuvo a cargo de la Asociación Nacional de Fútbol Profesional de Chile (ANFP) y contó con la participación de doce equipos.
El campeón anual fue Curicó Unido, que ascendió a Primera División.
El campeón del Torneo de Apertura fue Curicó Unido y el campeón del Torneo de Clausura fue Coquimbo Unido. Como Curicó Unido fue campeón anual, cedió su cupo para la final por el vicecampeonato a Municipal Iquique (subcampeón del Torneo de Apertura), que, por un marcador global de 3-3, ganó por 5-4 en definición a penales a Coquimbo Unido, y ascendió a Primera División.

## Movimientos divisionales
| Pos | a Primera División Apertura 2008 y Clausura 2008 |
| --- | ------------------------------------------------ |
| 1º  | Provincial Osorno (Campeón)                      |
| 2º  | Rangers de Talca                                 |
| 3º  | Santiago Morning (Liguilla de Promoción)         |

| Pos | desde Tercera División de Chile 2007 |
| --- | ------------------------------------ |
| 1º  | San Marcos de Arica                  |

| Pos | Descendido desde Primera División Apertura 2007 y Clausura 2007 |
| --- | --------------------------------------------------------------- |
| 1º  | Deportes Puerto Montt (Liguilla de Promoción)                   |
| 2º  | Lota Schwager                                                   |
| 3º  | Santiago Wanderers                                              |
| 4º  | Coquimbo Unido                                                  |

| Pos | Descendido a Tercera División de Chile 2008 |
| --- | ------------------------------------------- |
| 1º  | Deportes Temuco                             |

## Equipos participantes
| Equipo                | Ciudad       |
| --------------------- | ------------ |
| Coquimbo Unido        | Coquimbo     |
| Curicó Unido          | Curicó       |
| Deportes Copiapó      | Copiapó      |
| Deportes Puerto Montt | Puerto Montt |
| Fernández Vial        | Concepción   |
| Lota Schwager         | Coronel      |
| Municipal Iquique     | Iquique      |
| San Luis              | Quillota     |
| San Marcos de Arica   | Arica        |
| Santiago Wanderers    | Valparaíso   |
| Unión La Calera       | La Calera    |
| Unión San Felipe      | San Felipe   |

## Tabla Anual
Criterios ante igualdad de puntaje (en ese orden): partidos ganados, diferencia de goles, goles a favor, goles marcados como visita, resultado entre equipos en disputa, número de tarjetas rojas, partido en cancha neutral.
| Pos | Equipo                | Pts | PJ | G  | E  | P  | GF | GC | DIF |
| --- | --------------------- | --- | -- | -- | -- | -- | -- | -- | --- |
| 1   | Curicó Unido(*)       | 78  | 44 | 23 | 9  | 12 | 50 | 38 | 12  |
| 2   | Deportes Puerto Montt | 72  | 44 | 21 | 9  | 14 | 57 | 43 | 14  |
| 3   | Coquimbo Unido        | 71  | 44 | 20 | 11 | 13 | 67 | 52 | 15  |
| 4   | Municipal Iquique(*)  | 68  | 44 | 18 | 14 | 12 | 50 | 41 | 9   |
| 5   | San Marcos de Arica   | 67  | 44 | 18 | 13 | 13 | 65 | 66 | -1  |
| 6   | Lota Schwager         | 59  | 44 | 15 | 14 | 15 | 59 | 61 | -2  |
| 7   | Unión La Calera       | 57  | 44 | 16 | 9  | 19 | 70 | 71 | -1  |
| 9   | Unión San Felipe      | 57  | 44 | 16 | 9  | 19 | 57 | 59 | -2  |
| 8   | Santiago Wanderers    | 57  | 44 | 15 | 12 | 17 | 57 | 55 | 2   |
| 10  | San Luis              | 49  | 44 | 13 | 10 | 21 | 50 | 73 | -23 |
| 11  | Deportes Copiapó      | 45  | 44 | 11 | 12 | 21 | 42 | 55 | -13 |
| 12  | Arturo Fernández Vial | 44  | 44 | 10 | 14 | 20 | 49 | 64 | -15 |

PJ = Partidos Jugados; G = Partidos Ganados; E = Partidos empatados; P = Partidos perdidos; GF = Goles a favor; GC = Goles en contra; DIF = Diferencia de goles; Pts = Puntos
|  | Campeón de la temporada. Asciende a Primera División |
|  | Liguilla de Promoción                                |
|  | Final por el Vicecampeonato                          |
|  | Desciende a Tercera A                                |

(*) El ganador del apertura fue Curicó Unido, sin embargo al ser primero en la tabla anual cede su cupo para la final por el vicecampeonato a Municipal Iquique.

## Tabla Apertura
| Pos | Equipo                | Pts | PJ | G  | E  | P  | GF | GC | DIF |
| --- | --------------------- | --- | -- | -- | -- | -- | -- | -- | --- |
| 1   | Curicó Unido          | 42  | 22 | 13 | 3  | 6  | 22 | 16 | 6   |
| 2   | Municipal Iquique     | 36  | 22 | 9  | 9  | 4  | 27 | 18 | 9   |
| 3   | San Marcos de Arica   | 34  | 22 | 10 | 4  | 8  | 32 | 33 | -1  |
| 4   | Deportes Puerto Montt | 34  | 22 | 9  | 7  | 6  | 27 | 16 | 11  |
| 5   | Lota Schwager         | 33  | 22 | 9  | 6  | 7  | 31 | 25 | 6   |
| 6   | Unión La Calera       | 32  | 22 | 9  | 5  | 8  | 34 | 31 | 3   |
| 7   | Coquimbo Unido        | 31  | 22 | 9  | 4  | 9  | 28 | 22 | 6   |
| 8   | Unión San Felipe      | 30  | 22 | 8  | 6  | 8  | 29 | 31 | -2  |
| 9   | Santiago Wanderers    | 29  | 22 | 8  | 5  | 9  | 29 | 29 | 0   |
| 10  | San Luis              | 24  | 22 | 6  | 5  | 10 | 18 | 36 | -18 |
| 11  | Deportes Copiapó      | 19  | 22 | 4  | 7  | 11 | 22 | 28 | -6  |
| 12  | Fernández Vial        | 16  | 22 | 2  | 10 | 10 | 20 | 34 | -14 |

PJ = Partidos Jugados; G = Partidos Ganados; E = Partidos empatados; P = Partidos perdidos; GF = Goles a favor; GC = Goles en contra; DIF = Diferencia de goles; Pts = Puntos
|  | Campeón. Clasifica a Final por el Vicecampeonato |

## Tabla Clausura
| Pos | Equipo                | Pts | PJ | G  | E | P  | GF | GC | DIF |
| --- | --------------------- | --- | -- | -- | - | -- | -- | -- | --- |
| 1   | Coquimbo Unido        | 40  | 22 | 11 | 7 | 4  | 38 | 29 | +9  |
| 2   | Deportes Puerto Montt | 38  | 22 | 12 | 2 | 8  | 30 | 27 | +3  |
| 3   | Curicó Unido          | 36  | 22 | 10 | 6 | 6  | 28 | 22 | +6  |
| 4   | San Marcos de Arica   | 33  | 22 | 8  | 9 | 5  | 33 | 33 | 0   |
| 5   | Municipal Iquique     | 32  | 22 | 9  | 5 | 8  | 23 | 23 | 0   |
| 6   | Fernandez Vial        | 28  | 22 | 8  | 4 | 10 | 29 | 30 | -1  |
| 7   | Santiago Wanderers    | 28  | 22 | 7  | 7 | 8  | 27 | 25 | +2  |
| 8   | Unión San Felipe      | 27  | 22 | 8  | 3 | 11 | 28 | 23 | 0   |
| 9   | Deportes Copiapó      | 26  | 22 | 7  | 5 | 10 | 25 | 27 | -2  |
| 10  | Lota Schwager         | 26  | 22 | 6  | 8 | 8  | 31 | 36 | -5  |
| 11  | Unión La Calera       | 25  | 22 | 7  | 4 | 11 | 36 | 40 | -4  |
| 12  | San Luis              | 25  | 22 | 7  | 4 | 11 | 32 | 37 | -5  |

PJ = Partidos Jugados; G = Partidos Ganados; E = Partidos empatados; P = Partidos perdidos; GF = Goles a favor; GC = Goles en contra; DIF = Diferencia de goles; Pts = Puntos
|  | Campeón. Clasifica a Final por el Vicecampeonato |

## Final por el Subcampeonato y 2º Ascenso a Primera División
Los ganadores de los torneos de Apertura (Municipal Iquique, reemplaza a Curicó Unido) y Clausura (Coquimbo Unido), debieron jugar, en partidos de ida y vuelta, la definición por el segundo ascenso directo. El equipo iquiqueño resultó ganador y ascendió a Primera División para la temporada 2009, mientras que Coquimbo Unido debió conformarse, con jugar la Liguilla de Promoción, para optar al ascenso a Primera División o quedarse un año más en Primera B.

### Partidos
| 5 de noviembre de 2008 | Municipal Iquique | 2:1 (1:1) | Coquimbo Unido | Tierra de Campeones, Iquique                              |                                                           |
|                        | Puch 39', 58'     |           | 32' Calderón   | Asistencia: 13.193 espectadores Árbitro(s): Eduardo Ponce | Asistencia: 13.193 espectadores Árbitro(s): Eduardo Ponce |

| 8 de noviembre de 2008 | Coquimbo Unido                              | 2:1 (1:1, 2:1) (4:5 p.)    | Municipal Iquique                          | Estadio La Pampilla, Coquimbo |                           |
|                        | Soto 45'+2' · García 85'                    |                            | 43' Puch                                   | Árbitro(s): Enrique Osses     | Árbitro(s): Enrique Osses |
|                        |                                             | Tiros desde el punto penal |                                            |                               |                           |
|                        | Flores · Peralta · Calderón · Rain · Toloza |                            | Ayala · Palma · Darlic · Bolívar · Taucare |                               |                           |

## Liguilla de promoción
Participan de esta Liguilla, el perdedor de la Final por el ascenso directo y el 2º lugar de Primera B (Coquimbo Unido y Deportes Puerto Montt) contra el 15º y 16º lugar de Primera División (Unión Española y Universidad de Concepción). Los ganadores jugarán en Primera División durante la Temporada 2009.
|  | Coquimbo Unido        | 0 - 2 | Universidad de Concepción |  | La Pampilla | Claudio Puga  | 13 de noviembre | 17:30 |
|  | Deportes Puerto Montt | 1 - 2 | Unión Española            |  | Chinquihue  | Enrique Osses | 13 de noviembre | 20:00 |

|  | Universidad de Concepción | 3 - 1 | Coquimbo Unido        |  | Municipal de Concepción | Jorge Osorio | 16 de noviembre | 18:00 |
|  | Unión Española            | 3 - 3 | Deportes Puerto Montt |  | Santa Laura             | Claudio Puga | 16 de noviembre | 18:30 |